# Jim Bridenstine

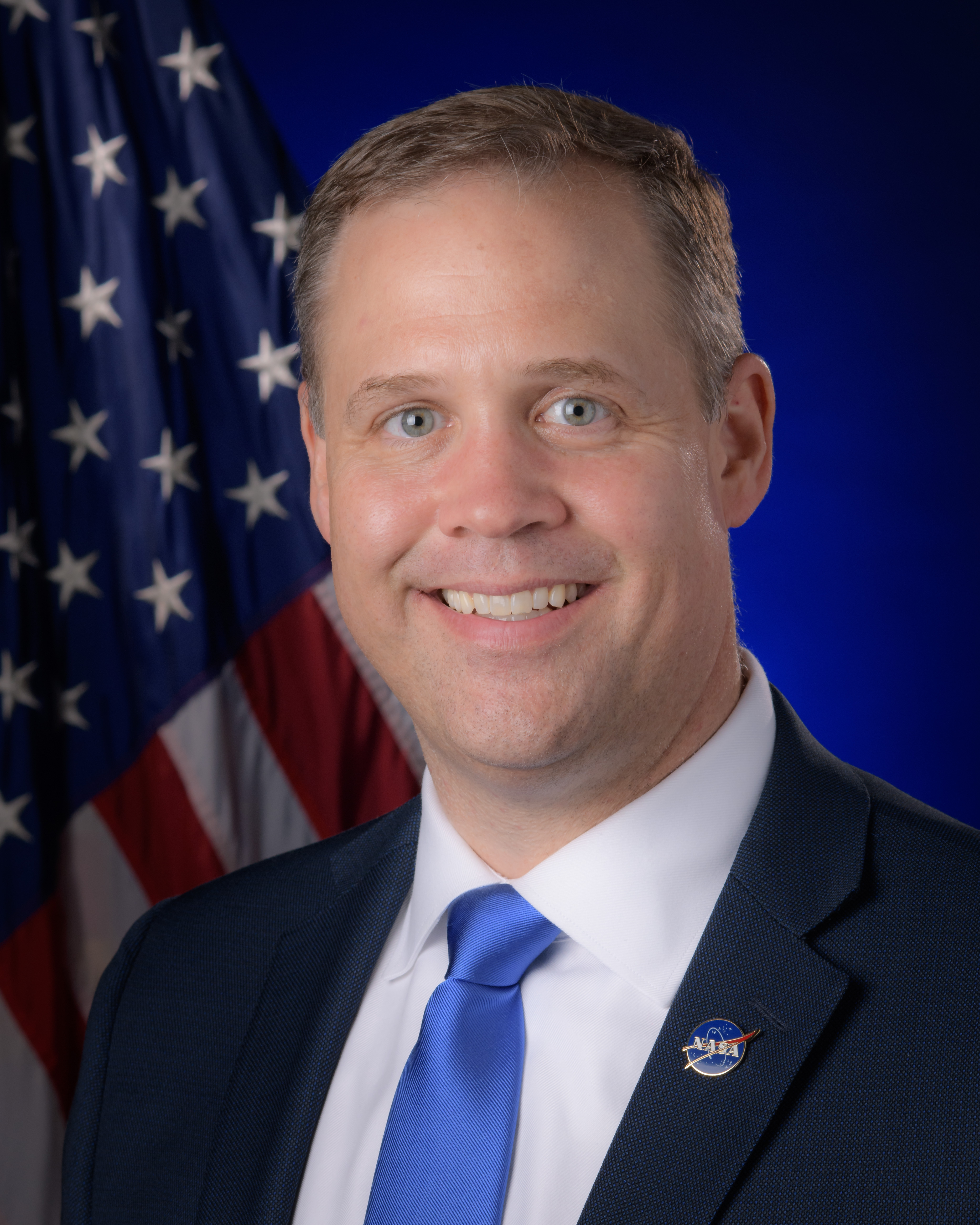
Jim Bridenstine (2019)

James Frederick „Jim“ Bridenstine (* 15. Juni 1975 in Ann Arbor, Michigan) ist ein US-amerikanischer Politiker der Republikanischen Partei. Zwischen Januar 2013 und April 2018 vertrat er den Bundesstaat Oklahoma im US-Repräsentantenhaus. Von April 2018 bis Januar 2021 war er Administrator der NASA und in dieser Funktion unter anderem für die Auflage des Artemis-Mondflugprogramms verantwortlich.

## Leben
Jim Bridenstine besuchte die Jenks High School in Tulsa und studierte danach bis 1998 an der Rice University in Houston Betriebswirtschaft und Psychologie. Zwischen 1998 und 2007 diente er in der United States Navy, deren Reserve er bis heute angehört. Bridenstine war Pilot und flog Einsätze mit Grumman E-2 im Afghanistankrieg und im Irakkrieg. Nach der Navy-Laufbahn setzte er seine Ausbildung bis 2009 mit einem MBA-Studium an der Cornell University in Ithaca fort. Zwischenzeitlich war er leitender Direktor des Tulsa Air & Space Museum & Planetarium. Politisch wurde er Mitglied der Republikanischen Partei.
Bei den Kongresswahlen des Jahres 2012 wurde Bridenstine im ersten Wahlbezirk von Oklahoma mit 63:32 Prozent der Stimmen gegen den Demokraten John Olson in das US-Repräsentantenhaus in Washington, D.C. gewählt, wo er am 3. Januar 2013 die Nachfolge von John A. Sullivan antrat, den er in der Primary seiner Partei geschlagen hatte. Er wurde in den Jahren 2014 und 2016 wiedergewählt. Im Vorfeld der Präsidentschaftswahlen des Jahres 2016 unterstützte Bridenstine die Kandidatur von Ted Cruz.
Im September 2017 nominierte die Regierung Trump Bridenstine als neuen NASA-Administrator. Die Nominierung von Bridenstine als Leiter der NASA, die zu den bedeutendsten wissenschaftlichen Forschungseinrichtungen der USA zählt, rief Kritik hervor, da Bridenstine in der Vergangenheit die menschengemachte Erderwärmung geleugnet hatte. Moniert wurde auch, dass Bridenstine über keine naturwissenschaftliche akademische Ausbildung verfügt. Am 19. April 2018 bestätigte der US-Senat Bridenstine als NASA-Administrator. Am 5. Juni 2018 sagte Bridenstine in einem Interview mit der Washington Post, dass sich seine Haltung in Bezug auf den Klimawandel und seine Ursachen geändert habe. Nachdem er mit vielen Experten gesprochen und viel gelesen habe, sei er zur Schlussfolgerung gekommen, dass Kohlendioxid ein Treibhausgas sei, „von dem wir eine ganze Menge in die Atmosphäre gegeben und damit zur globalen Erwärmung beigetragen haben. Und dies haben wir auf wirklich erhebliche Art und Weise getan.“
Unter Bridenstine wurde das Artemis-Programm entworfen, das regelmäßige Mondlandungen von US-Astronauten ab Mitte der 2020er Jahre vorsieht. Außerdem war er mitverantwortlich für die Wiederaufnahme eigener bemannten Raumflüge der USA (→ Mission SpX-DM2). Im Zuge des Regierungswechsels in den USA am 20. Januar 2021 trat er von seinem Amt als NASA-Administrator zurück. Nachfolger wurde der demokratische Politiker Bill Nelson.

## Privates
Jim Bridenstine ist verheiratet und hat drei Kinder. Privat lebt die Familie in Tulsa.